# Heroes (We Could Be)
Heroes (We Could Be) è un singolo del DJ e produttore musicale svedese Alesso, pubblicato il 4 settembre 2014 come quarto estratto dal primo album in studio Forever.

## Descrizione
Terza traccia dell'album, Heroes (We Could Be) contiene interpolazioni da "Heroes" di David Bowie, il quale è stato accreditato come autore insieme ad Alesso, Brian Eno e Tove Lo, e vede la partecipazione vocale di quest'ultima.

## Video musicale
Il video musicale è stato reso disponibile il 10 ottobre 2014.

## Tracce
Testi e musiche di Alessandro Lindblad, Tove Lo, David Bowie e Brian Eno.
Download digitale
1. Heroes (We Could Be) (feat. Tove Lo) – 3:29

Download digitale – Remixes EP
1. Heroes (We Could Be) (feat. Tove Lo) (Extended Mix) – 5:39
2. Heroes (We Could Be) (feat. Tove Lo) (Amtrac Remix) – 5:08
3. Heroes (We Could Be) (feat. Tove Lo) (Jai Wolf Remix) – 3:25
4. Heroes (We Could Be) (feat. Tove Lo) (Brachez Remix) – 3:24
5. Heroes (We Could Be) (feat. Tove Lo) (Salvatore Ganacci Remix) – 3:06
6. Heroes (We Could Be) (feat. Tove Lo) (Grandtheft Remix) – 3:58
7. Heroes (We Could Be) (feat. Tove Lo) (Hard Rock Sofa & Skidka Remix) – 6:36

## Formazione
- Alesso – produzione, registrazione, mastering, missaggio
- Tove Lo – voce
- Mike Marsh – mastering

## Successo commerciale
Heroes (We Could Be) ha raggiunto la vetta della Dance Club Songs, divenendo la seconda numero uno di Alesso da Calling (Lose My Mind) del 2012 e la prima della cantante.

## Classifiche

### Classifiche settimanali
| Classifica (2014-15) | Posizione massima |
| -------------------- | ----------------- |
| Australia            | 11                |
| Austria              | 41                |
| Belgio (Fiandre)     | 28                |
| Belgio (Vallonia)    | 34                |
| Canada               | 51                |
| Danimarca            | 26                |
| Finlandia            | 11                |
| Francia              | 44                |
| Germania             | 71                |
| Irlanda              | 6                 |
| Italia               | 30                |
| Libano               | 17                |
| Norvegia             | 11                |
| Nuova Zelanda        | 15                |
| Paesi Bassi          | 18                |
| Polonia              | 7                 |
| Regno Unito          | 6                 |
| Repubblica Ceca      | 10                |
| Russia               | 10                |
| Slovacchia           | 12                |
| Slovenia             | 35                |
| Spagna               | 21                |
| Stati Uniti          | 31                |
| Svezia               | 5                 |
| Svizzera             | 47                |
| Ucraina              | 23                |
| Ungheria             | 11                |

### Classifiche di fine anno
| Classifica (2014) | Posizione |
| ----------------- | --------- |
| Australia         | 94        |
| Paesi Bassi       | 73        |
| Russia            | 155       |
| Svezia            | 63        |
| Ucraina           | 187       |
| Ungheria          | 74        |
| Classifica (2015) | Posizione |
| Francia           | 172       |
| Paesi Bassi       | 89        |
| Regno Unito       | 50        |
| Russia            | 123       |
| Spagna            | 90        |
| Svezia            | 100       |
| Ucraina           | 71        |
| Ungheria          | 49        |